# 克勉十二世
克勉十二世（拉丁語：Clemens PP. XII；1652年4月7日—1740年2月6日）原名老楞佐·科爾西尼（Lorenzo Corsini），1730年7月12日當選教宗，同年7月16日即位至1740年2月6日為止。

## 譯名列表
- 十二世：天主教香港教區禮儀委員會：禧年專頁（页面存档备份，存于）作。
- 十二世：香港天主教教區檔案　歷任教宗作。
- 克雷芒十二世：《大英簡明百科知識庫》2005年版[永久]、《世界人名翻譯大辭典》1993年版作克雷芒。